# Огинский, Шимон Кароль
Князь Шимон Кароль Огинский (пол. Szymon Karol Ogiński; ок. 1625 — 3 июля 1694) — государственный и военный деятель Великого княжества Литовского, подкоморий витебский (с 1654), мечник великий литовский (1679—1687), воевода мстиславский (1685—1688).

## Биография
Представитель старшей линии княжеского рода Огинских. Старший сын тиуна трокского и дворянина королевского, князя Самуила Льва Огинского (ок. 1595—1657) и Софии Билевич. Младший брат — воевода полоцкий и гетман польный литовский Ян Огинский (ок. 1625—1684).
В 1641—1655 годах князь Шимон Кароль Огинский учился в университете Франекера в Голландии, где на латинском языке издал книгу о поведении при дворе. Там же он женился на голландке Тиции Стакман, которая вскоре после переезда в Литву оставила его и вернулась домой.
В 1654 году получил звание подкомория витебского. После взятия Витебска 22 ноября 1654 года русским войском под командованием боярина Василия Петровича Шереметева Шимон Огинский вместе со своим отцом Самуилом переехал в Вильну. В 1660 году присоединился к дивизии гетмана польного литовского Винцента Гонсевского. В 1660—1663 года в чине поручика участвовал в многочисленных военных действия в Великом княжестве Литовском против русских войск. После того, как в результате Андрусовского перемирия в 1667 году Витебск вернулся в состав Речи Посполитой, Шимон Кароль Огинский остался на посту подкомория витебского. В 1679 году получил должность мечника великого литовского, а в 1685 году был назначен воеводой мстиславским.
Ему принадлежал города Евье и Лиозно. В 1690 году после смерти своего бездетного двоюродного брата, воеводы трокского и канцлера великого литовского, князя Марциана Александра Огинского, Шимон Кароль Огинский унаследовал его владения.
Член Виленского православного святодуховного братства. В 1680 году отрёкся от православной веры и перешёл в католичество.
Был похоронен в Виленском костёле Святой Терезы.

## Семья
Был трижды женат. Его первой женой была голландка Тиция Стаакман, от брака с которой имел единственную дочь Софию. Супруги развелись около 1643 года. Вторично женился на Теодоре Корсак. Его третьей женой была Тереза Войно-Ясенецкая (ум. после 1710).
Дети от второго брака:
- Богуслав Казимир Огинский (1669—1730), маршалок ковенский и стольник великий литовский
- Мартиан Михаил Огинский (1672—1750), каштелян и воевода витебский
- Кристина Огинская (ум. 1701), 1-й муж маршалок стародубский Анджей Керло, 2-й муж с 1689 года подкоморий слонимский Доминик Александр Тышкевич, 3-й муж подкоморий полоцкий Януш Деспот-Зенович
- Элеонора Огинская (ум. после 1710), жена с 1694 года маршалка великого коронного и каштеляна краковского Юзефа Мнишека (1670—1747).

Дети от третьего брака:
- Алексанр Огинский (ок. 1674—1709), староста усвятский